# 아눈나키

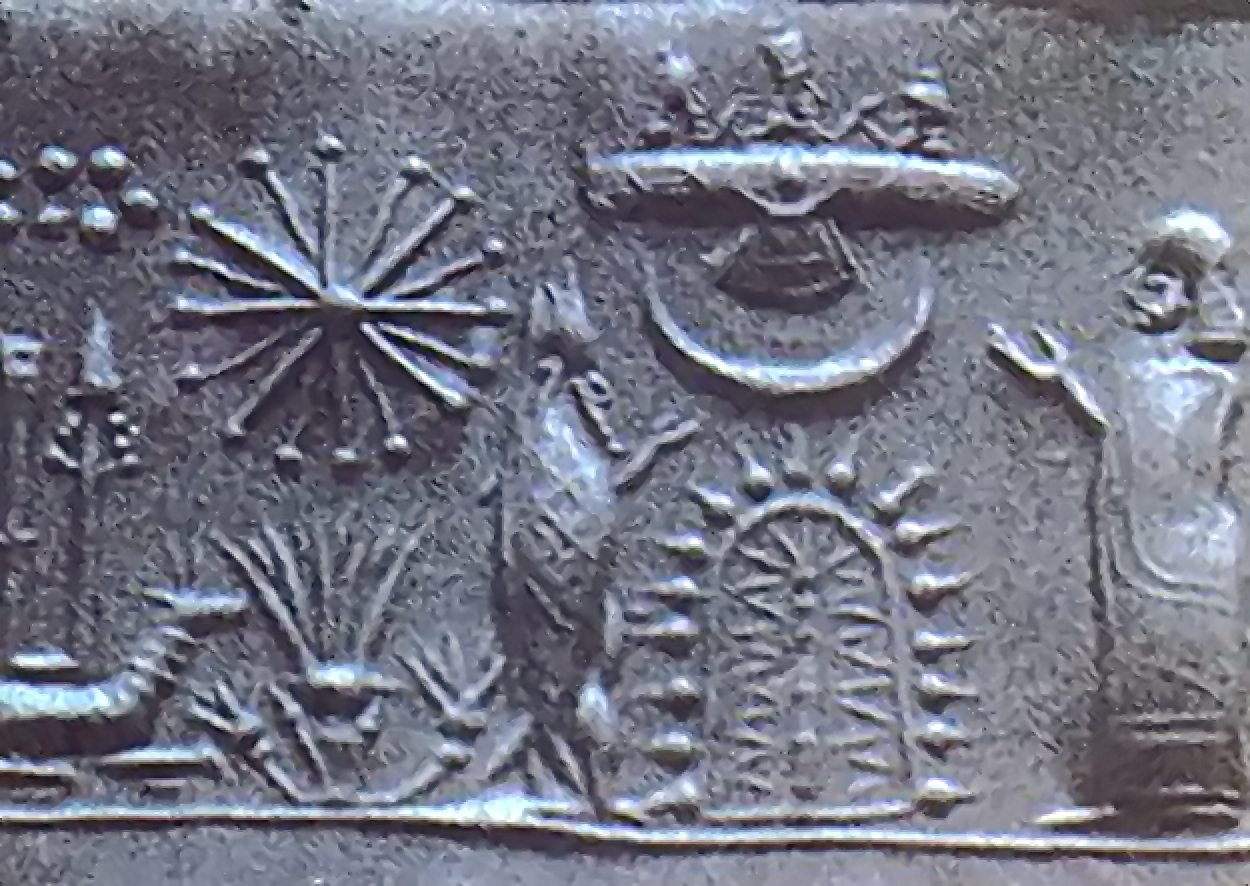
고대 슈메르 시대의 문장. 아눈나키가 그려져 있음

아눈나키 (Anunnaki) 또는 아누나키 (Anunaki), 아눈나쿠(Anunnaku), 아나나키 (Ananaki)는 수메르 및 아카드 신화에 등장하는 신들의 집단을 가리키며,
'아눈나'(Annuna) (50명의 위대한 신)와 '이기기'(Igigi) (작은 신들)의 합성어. 후기 바빌로니아 신화에 의하면, 아눈나키는 남매신 아누와 키(슈메르 신화에서 죽음/사후를 관장하는 여신)의 자식으로, 아누와 키는 안샤르와 키샤르의 자식이며, 안샤르와 키샤르는 라하무과 라흐무의 자식이다.
신화에 따르면, 아눈나키는 위대한 하늘의 신이며 도시 우르크의 수호신인 아누를 대표로, 아누의 자식들로 구성되었다. 나중에 아누의 지위는 하늘과 땅을 갈랐다 여겨지는 신이며 도시 니푸르의 수호신인 엔릴로 바뀌었으며, 그의 이복형제인, 도시 에리두의 수호신 엔키와의 싸움에서 엔릴이 이겨, 지도자의 좌를 얻었다 여겨진다.
엔키는 담수, 지혜, 마술의 신이며, 연금술사이기도 했다. 또한 이기기들이 샤파두(히브리어로는 사바드(안식일))에 태업을 일으키며 세계 유지의 작업을 거부하자, 엔키가 인간을 창조하여 작업을 시켜, 이후 신들이 일하지 않아도 되도록 하였다고 한다.
아눈나키는 신들의 최고의회로, 아누의 동료들이며, 여기에 속하는 신들은 대지와 명계를 관장했다. 잘 알려진 신으로는, 아살, 아살아림, 아살아림눈나, 아살르두, 에아 (엔키), 남무, 나무티라크, 투투 등이 있다.

## 참고 문헌
筑摩世界文学大系1 古代オリエント集 (치쿠마 쇼보(筑摩書房)

## 같이 보기
- 제카리아 시친